# پیاندا
پیاندا (به لاتین: Pyanda) یک منطقهٔ مسکونی در روسیه است که در استان آرخانگلسک واقع شده‌است.